# Manuel Barros Borgoño
Manuel Barros Borgoño (Santiago, 11 de julio de 1852-ibídem, 11 de marzo de 1903) fue un catedrático y decano chileno de medicina y farmacia. Fue rector de la Universidad de Chile entre 1901 y 1903.

## Biografía
Sus padres fueron Manuel Barros Arana y Eugenia Borgoño Vergara.  Realizó sus estudios en el Seminario de Santiago, y luego en el Instituto Nacional, cuya dirección estaba a cargo de su tío Diego Barros Arana.
A los 16 años, ingresó a la Escuela de Medicina de París y obtuvo su título de médico en 1878 con las más altas calificaciones. El 22 de septiembre de 1878 revalidó su título en la Universidad de Chile.
Participó en la Guerra del Pacífico desempeñándose como médico en el Hospital de Sangre Domingo Matte.
En 1879, contrajo matrimonio con Elisa Puelma Tupper.
El 15 de abril de 1901 fue designado Rector de la Universidad de Chile. En este cargo, inauguró el Congreso General de Enseñanza Pública en 1902, donde propuso la reorganización de la Universidad, coincidiendo en esto con Valentín Letelier. También se crean, en la Facultad de Medicina, cursos de perfeccionamiento, llamados en la época cursos de repetición. Éstos estaban destinados a informar a los médicos egresados de los progresos más recientes de la ciencia médica. A petición de Joaquín Cabezas, estableció un curso agregado en el Instituto Pedagógico con las asignaturas de educación física, dibujo y trabajos manuales, para iniciar la formación del profesorado en estas especialidades.
Entre otros cargos, se desempeñó como presidente de la Sociedad Médica de Chile (1885 -1889) y Decano de la Facultad de Medicina de la Universidad de Chile (1889-1895). Fue Director del Hospital Mixto (actual Hospital Barros Luco). Fue Alcalde de la Ilustre Municipalidad de Santiago.
Algunos de sus logros en beneficio del país son:
- Suprimió el latín e introdujo el alemán, el francés y el inglés en el bachillerato.
- Trajo a Chile la cirugía antiséptica y aséptica de la cirugía clínica y operatoria.
- Fundó la cátedra de clínica quirúrgica en la escuela de medicina y se desempeñó como profesor en esta misma.
- Fundó la enseñanza industrial y agrícola.
- Estimuló el estudio de las ciencias y de las artes en los liceos.
- Distribuyó becas a los alumnos con mejores aptitudes para el estudio y que pertenecían a familias de escasos recursos económicos.
- Patrocinó la construcción del Palacio de Bellas Artes, de la Escuela de Farmacia y de la Escuela de Matemáticas.
- En 1902, creó diversos liceos: el Instituto Industrial y Comercial Iquique y el Liceo N.º 2, que desde su muerte lleva su nombre, Liceo A-10 Manuel Barros Borgoño.[2]

| Precedido por: Diego San Cristóbal | Rector de la Universidad de Chile 1901 - 1903 | Sucedido por: Osvaldo Rengifo Vial |